# Euseius unisetus
Euseius unisetus är ett spindeldjur som beskrevs 1983 av Gilberto José de Moraes och James A. McMurtry. Arten ingår i släktet Euseius och familjen Phytoseiidae. Typspecimentet samlades in i nordöstra Brasilien. Inga underarter finns listade i Catalogue of Life.